# Михайлин, Вячеслав Вячеславович
Вячесла́в Вячесла́вович Миха́йлин (6 октября 1986 года) — российский самбист и дзюдоист, чемпион и призёр чемпионатов России по самбо, призёр чемпионатов России по дзюдо, чемпион Европы и мира по самбо, Заслуженный мастер спорта России.

## Спортивные достижения

### Дзюдо
- Чемпионат России по дзюдо 2007 года — ;
- Чемпионат России по дзюдо 2009 года — ;
- Чемпионат России по дзюдо 2010 года — ;
- Чемпионат России по дзюдо 2011 года — ;

### Самбо
- Чемпионат России по самбо 2011 года — ;
- Чемпионат России по самбо 2012 года — ;
- Чемпионат России по самбо 2013 года — ;
- Чемпионат России по самбо 2015 года — ;
- Чемпионат России по самбо 2016 года — ;
- Чемпионат России по самбо 2017 года — ;
- Чемпионат России по самбо 2019 года — ;
- Чемпионат России по самбо 2020 года — ;
- Чемпионат России по самбо 2022 года — ;
- Самбо на Всероссийской спартакиаде 2022 — ;

## Семья
Старший брат Александр Михайлин — известный дзюдоист, многократный чемпион и призёр чемпионатов России, чемпион Европы и мира, призёр Олимпийских игр в Лондоне, Заслуженный мастер спорта.